# 克罗地亚的圣热罗尼莫堂

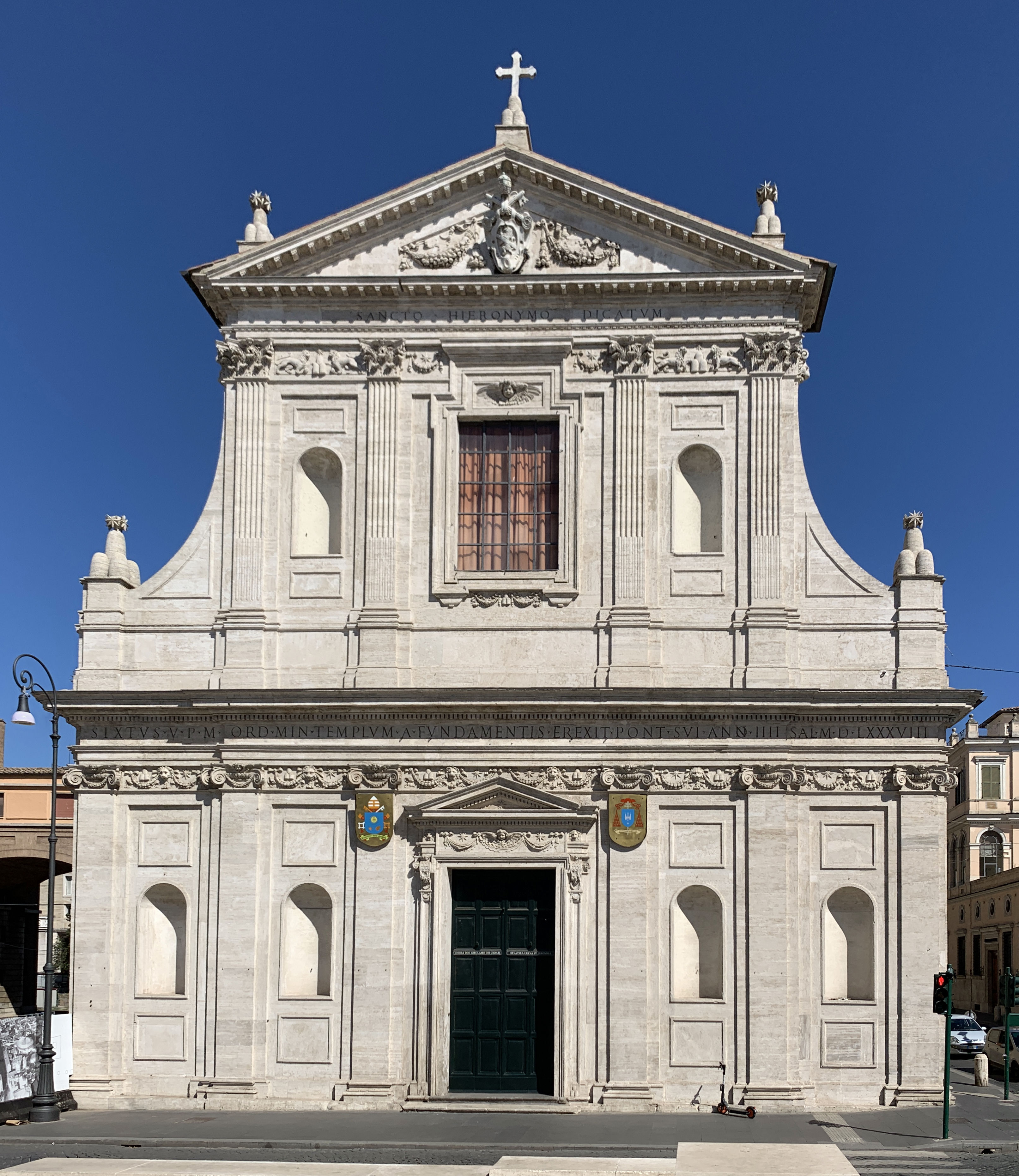
克罗地亚的圣热罗尼莫堂

克罗地亚的圣热罗尼莫堂，又名“伊利里亚的圣热罗尼莫堂”或“斯拉夫的圣热罗尼莫堂”（San Girolamo degli Schiavoni），克罗地亚从南斯拉夫独立后改为现名。 是克罗地亚的国家教堂，位于罗马战神广场。该堂现在是Pontifical Croatian College of Saint Jerome的内部教堂，只向学院安排的访客开放。

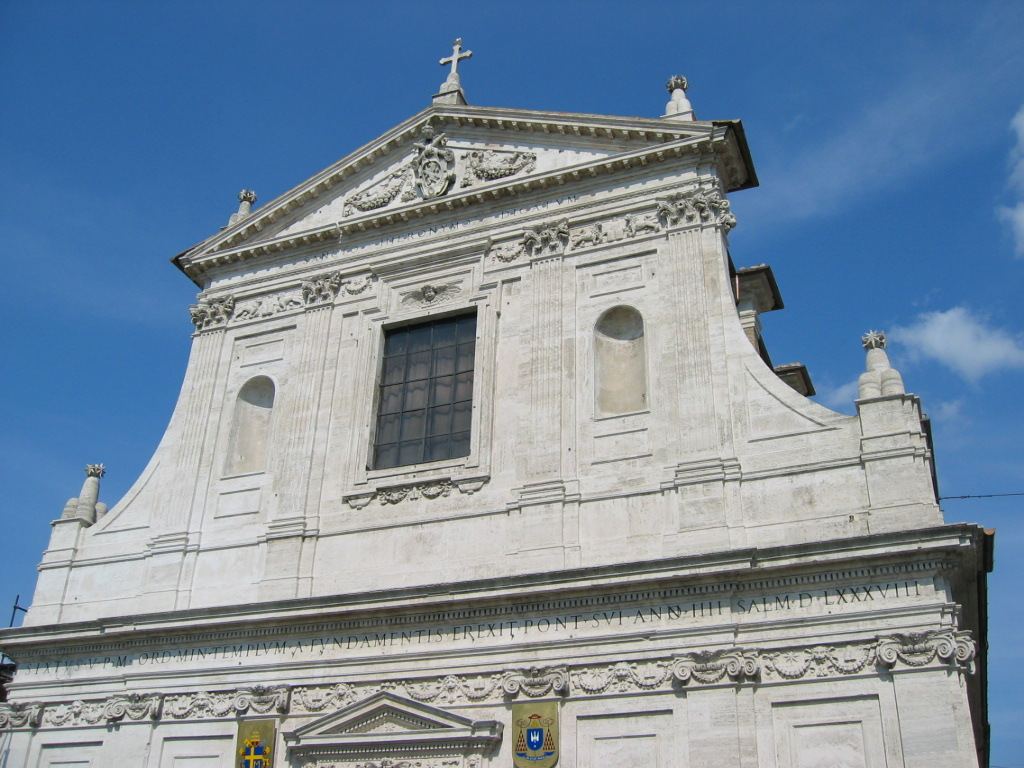

## 历史
该堂始建于1585-1587年，以容纳来自奥斯曼帝国辖区的难民，主保圣人圣热罗尼莫是达尔马提亚人（古罗马的伊利里亚）。1453年（君士坦丁堡的陷落之年），尼各老五世将这块地方给这些难民。该堂曾经面临台伯河码头，称为“里佩塔码头”（Porto di Ripetta）。